# Simon Fourcade
Pour les articles homonymes, voir Fourcade.
Simon Fourcade, né le 25 avril 1984 à Perpignan dans les Pyrénées-Orientales, est un biathlète français qui a été membre de l'équipe de France. Résidant à Villard-de-Lans, il est licencié à l'association de ski nordique de la ville. Son frère, Martin, est également membre de l'équipe de France.

## Carrière

### Début de carrière
Simon Fourcade est originaire de La Llagonne (son père Marcel Fourcade devient maire de cette commune en 2008). Il entre au sein de l'Armée de terre en août 2004 où il est caporal-chef. Jusqu'en 2005, il s'illustre dans les catégories d'âge inférieures en remportant huit médailles mondiales dont quatre titres de champion du monde jeune ou junior. Il fait sa première apparition en Coupe du monde dès mars 2004 et les finales annuelles organisées à Holmenkollen. Il achève sa première course, un sprint disputé le 11 mars 2004, à la 54e place parvenant ainsi à se qualifier pour la poursuite qui suit. Malgré quatre fautes au tir, il se met en évidence lors de cette course en inscrivant de premiers points grâce à une 27e place. Régulièrement aligné en équipe de France lors de la Coupe du monde 2005-2006, il est sélectionné pour les Jeux olympiques d'hiver de 2006 grâce à plusieurs résultats dont le meilleur est une 11e place en poursuite à Osrblie. Lors des Jeux, il participe à l'individuel 20 km qu'il termine au 31e rang avec trois minutes de pénalité. Il achève sa première saison complète parmi l'élite mondiale à la 49e place du classement général.

### Premiers podiums
Durant la saison 2006-2007, Simon Fourcade participe à ses premiers Championnats du monde en individuel et signe notamment une prometteuse huitième place lors de l'individuel après avoir longtemps figuré sur le podium provisoire (il est deuxième après les second et troisième tirs). Juste après les mondiaux, il obtient à Lahti en Finlande un premier podium en Coupe du monde, une performance symbolique. En effet, sa place de deuxième dans un individuel gagné par son compatriote Raphaël Poirée, leader de l'équipe nationale qui a annoncé sa retraite quelques jours auparavant, est alors présentée comme une passation de pouvoir. Ces résultats en fin de saison lui permettent de terminer l'année au 23e rang mondial.
Régulièrement dans les points, il progresse de nouveau dans la hiérarchie mondiale lors de la Coupe du monde 2007-2008. Auteur de plusieurs top-10 sans pour autant monter sur un podium, il finit l'hiver à la 17e place mondiale. Il fait preuve de plus d'irrégularité au cours de la saison 2008-2009. Ainsi, si l'année débute sous les meilleurs auspices grâce à un deuxième podium enlevé dès la deuxième course de l'exercice, il ne réédite pas telle performance durant la saison. Lors des Championnats du monde 2009, disputés à Pyeongchang, il termine quatrième de l'individuel comme l'année précédente à Östersund manquant à chaque fois le podium, voire le titre, à cause d'une faute commise lors de la dernière séance de tir,. Le biathlète remporte toutefois une première médaille dans un championnat international élite en gagnant la médaille d'or avec le relais mixte français en 2009.

### Difficile confirmation
La saison 2010/2011 est difficile pour Simon. Perturbé par une blessure, il ne peut démontrer son talent laissant son frère exploser au plus haut niveau. Son meilleur résultat en coupe du monde est une quatrième place lors de l'individuel de Ruhpolding. Lors des mondiaux, après une treizième place en sprint, il termine sixième de la poursuite. Il obtient également une trente-neuvième place dans l'Individuel et une quinzième du départ en masse. Lors du relais, les Français terminent à la douzième place avec une équipe composée de Vincent Jay, Simon Fourcade, Alexis Bœuf et Martin Fourcade.

### Renouveau en 2011/2012

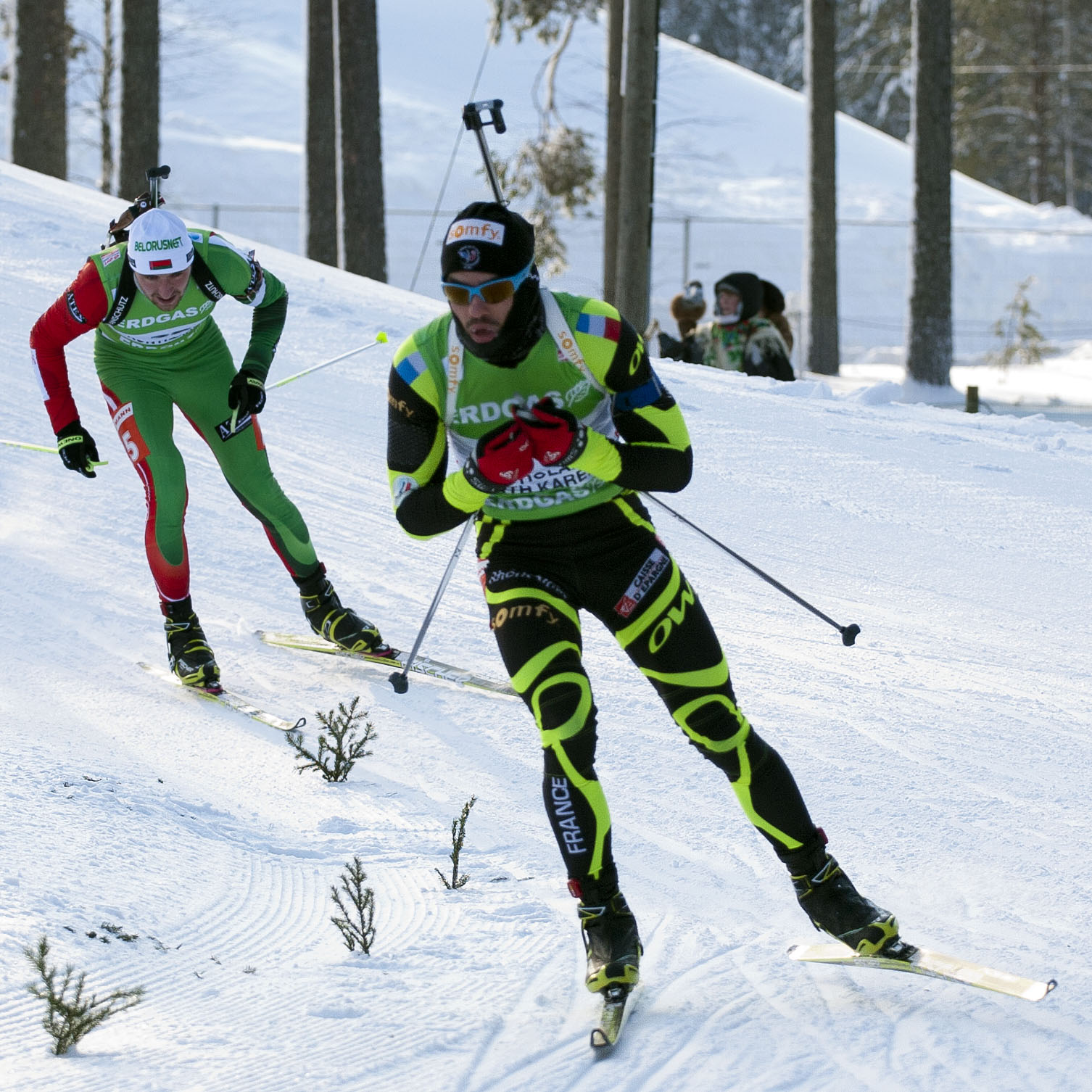
Simon Fourcade à Kontiolahti, le 12 février 2012.

La saison 2011/2012 est la saison du renouveau pour Simon. C'est lors de la troisième étape de la coupe du monde qu'il démontre qu'il fait partie des meilleurs biathlètes mondiaux : sixième lors du sprint, il obtient le surlendemain son quatrième podium en carrière en terminant troisième de la poursuite d'Hochfilzen à une seconde du vainqueur. Huit jours avant, le relais français composé de Vincent Jay, Simon Fourcade, Alexis Bœuf et Martin Fourcade, termine troisième.
Lors de la nouvelle étape de la coupe du Monde à Oberhof - début 2012, il passe tout près de s'offrir une première victoire en carrière en coupe du monde. Il finit deuxième du sprint à une seconde du champion du monde en titre, l'Allemand Arnd Peiffer, puis le lendemain, il termine à cette même seconde place lors de la mass start. Ces cinquième et sixième podiums en carrière lui permettent de revenir dans le top 10 mondial du biathlon. Lors de l'étape suivante, les frères Fourcade sont la première fois de leur carrière réunis sur un podium de coupe du monde, Simon devançant Martin avec sa deuxième place.

### Première médaille mondiale individuelle et globe de cristal
Il débute les Championnats du monde 2012 de la pire des manières en réalisant une faible performance lors du relais mixte, avec trois pioches sur le tir couché et un tour de pénalité sur le tir debout, où Marie Dorin et Marie-Laure Brunet lui avaient pourtant passé le relais en première position. L'équipe de France finit finalement onzième de cette course inaugurale.
Deux jours plus tard, lors du sprint, il montre une certaine fébrilité au tir couché, deux tours de pénalités, mais sa performance en ski et un tir debout sans fautes lui permet d'accrocher une belle cinquième place, loin, cependant du vainqueur, son frère Martin. Sur la poursuite, il concède trois tours de pénalités et termine au sixième rang d'une course de nouveau remportée par son frère.
Lors de l'individuel, deux jours plus tard, il est en tête de l'épreuve jusqu'au km 19 mais croule sous la fatigue et termine finalement second, dépassé par le Slovène Jakov Fak. Il remporte, certes, une médaille d'argent, sa première individuelle en championnat du monde après avoir longtemps buté au pied du podium, mais il échoue une nouvelle fois à décrocher une victoire. Comme lot de consolation, il s'assure le globe de cristal de l'Individuel pour la saison 2011/2012.

### Une saison 2013 marquée d'entrée par une blessure

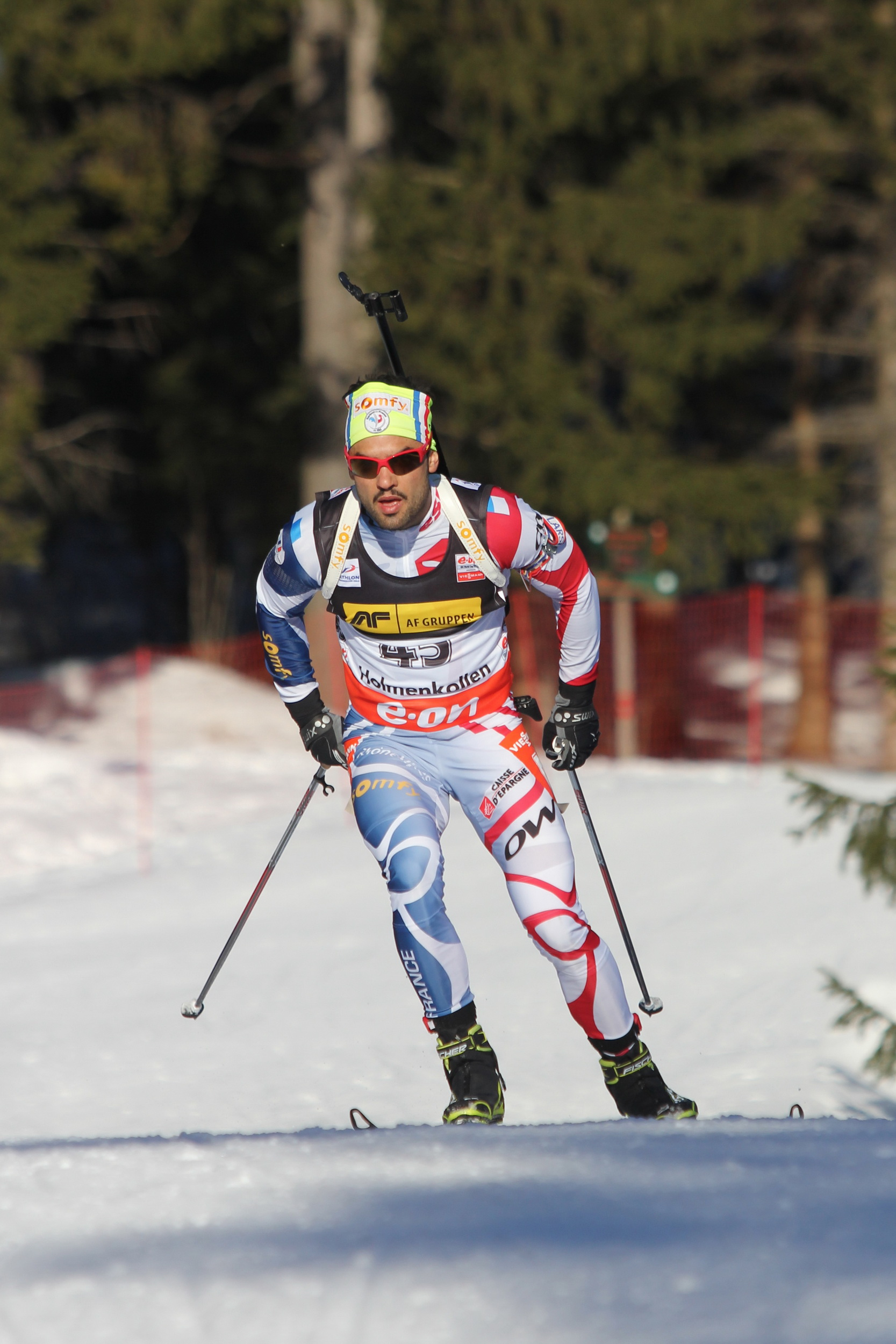
Simon Fourcade à Oslo le 28 février 2013.

À la sortie d'une saison 2012 la plus aboutie de sa carrière, il voit le début de la saison 2013 contrariée par une ischémie musculaire aux membres inférieurs liée au syndrome des loges, en raison de la pratique intensive du ski à roulettes. Opéré le 27 novembre 2012, il ne prend pas part aux premières étapes de la Coupe du monde.
Revenu sur le circuit au début de l'année 2013 lors de la quatrième étape disputée à Oberhof, il retrouve peu à peu le niveau qui était le sien avant l'opération. Il remporte deux victoires avec le relais français, à Ruhpolding puis la semaine suivante à Antholz. Il obtient pour la première fois de la saison une place dans le Top 10 d'une épreuve individuelle avec une sixième place du 20 km et une neuvième place de la mass-start lors des Championnats du monde de Nové Město, championnats où il remporte la médaille d'argent avec le relais français. Il décroche un podium, une deuxième place, lors de la poursuite de Khanty-Mansiysk, lors de la dernière étape de la Coupe du monde, au terme d'un sans faute au tir et d'une remontée de la vingt-deuxième place. Il partage ce podium avec son frère Martin qui termine à la troisième place. Il fait perdre le relais français à Nové Město le 6 février 2015 avec 5 pioches et 2 tours de pénalité.

### Fin de carrière
Il n'est pas sélectionné pour les Jeux olympiques d'hiver de 2018.
C'est lors de la dernière semaine de la coupe du monde de 2019 qu'il annonce mettre un terme à sa carrière de sportif professionnel.

### Carrière d'entraîneur
À la suite de sa fin de carrière en mars 2019, il devient entraîneur de l’équipe France masculine juniors et B de biathlon. À la fin de la saison 2022-2023, il succède à Vincent Vittoz au poste d'entraineur de l'équipe de France masculine de biathlon

## Palmarès

### Jeux olympiques
| Épreuve / Édition              | Individuel | Sprint | Poursuite | Mass start | Relais | Relais mixte                     |
| Jeux olympiques 2006 Turin     | 31e        | -      | -         | -          | -      | Épreuve inexistante à cette date |
| Jeux olympiques 2010 Vancouver | 40e        | 71e    | -         | 14e        | 6e     | Épreuve inexistante à cette date |
| Jeux olympiques 2014 Sotchi    | 13e        | 36e    | 18e       | abandon    | -      | -                                |

Légende :
- : première place, médaille d'or
- : deuxième place, médaille d'argent
- : troisième place, médaille de bronze
- : pas d'épreuve
- - : Non disputée par Simon Fourcade

### Championnats du monde
| Mondiaux \ Épreuve   | Individuel               | Sprint       | Poursuite    | Mass start   | Relais                    | Relais Mixte         |
| 2006 Pokljuka        | JO Turin                 | JO Turin     | JO Turin     | JO Turin     | JO Turin                  | 11e                  |
| 2007 Antholz         | 8e                       | 37e          | 25e          | 8e           | 10e                       | -                    |
| 2008 Östersund       | 4e                       | 20e          | 6e           | 27e          | 5e                        | -                    |
| 2009 Pyeongchang     | 4e                       | 6e           | 10e          | 9e           | 4e                        | Médaille d'or, monde |
| 2010 Khanty-Mansiïsk | JO Vancouver             | JO Vancouver | JO Vancouver | JO Vancouver | JO Vancouver              | 5e                   |
| 2011 Khanty-Mansiïsk | 39e                      | 13e          | 6e           | 15e          | 12e                       | -                    |
| 2012 Ruhpolding      | Médaille d'argent, monde | 5e           | 6e           | 5e           | Médaille d'argent, monde  | 11e                  |
| 2013 Nové Město      | 6e                       | 34e          | 23e          | 9e           | Médaille d'argent, monde  | -                    |
| 2015 Kontiolahti     | 4e                       | 4e           | 10e          | 9e           | Médaille de bronze, monde | -                    |
| 2016 Oslo            | 10e                      | 53e          | 40e          | -            | 9e                        | -                    |
| 2017 Hochfilzen      | -                        | 85e          | -            | -            | -                         | -                    |
| 2019 Östersund       | 19e                      | -            | -            | -            | -                         | -                    |

Légende :
- : première place, médaille d'or
- : deuxième place, médaille d'argent
- : troisième place, médaille de bronze
- : pas d'épreuve
- - : Non disputée par Simon Fourcade

### Coupe du monde
- Meilleur classement général : 5e en 2012.
- 1 petit globe de cristal :
  - Vainqueur du classement de l'individuel en 2012.
- 32 podiums[19] :
  - 9 podiums individuels :  7 deuxièmes places et 2 troisièmes places.
  - 19 podiums en relais : 6 victoires, 7 deuxièmes places et 6 troisièmes places.
  - 4 podiums en relais mixte : 2 victoires et 2 troisièmes places.

| Saison    | Classement général final | Classement Individuel | Classement Sprint | Classement Poursuite | Classement Mass start |
| 2003-2004 | 79e                      |                       | nc                | 65e                  |                       |
| 2004-2005 | nc                       | -                     | nc                |                      |                       |
| 2005-2006 | 49e                      | nc                    | 47e               | 39e                  | 41e                   |
| 2006-2007 | 23e                      | 8e                    | 34e               | 23e                  | 24e                   |
| 2007-2008 | 17e                      | 6e                    | 23e               | 16e                  | 22e                   |
| 2008-2009 | 15e                      | 29e                   | 14e               | 14e                  | 12e                   |
| 2009-2010 | 7e                       | 12e                   | 9e                | 11e                  | 9e                    |
| 2010-2011 | 30e                      | 24e                   | 39e               | 16e                  | 42e                   |
| 2011-2012 | 5e                       | 1er                   | 10e               | 10e                  | 6e                    |
| 2012-2013 | 27e                      | 29e                   | 33e               | 23e                  | 24e                   |
| 2013-2014 | 38e                      | 5e                    | 50e               | 35e                  | -                     |
| 2014-2015 | 11e                      | 6e                    | 16e               | 11e                  | 12e                   |
| 2015-2016 | 27e                      | 13e                   | 35e               | 31e                  | 19e                   |
| 2016-2017 | 38e                      | 23e                   | 44e               | 35e                  |                       |
| 2017-2018 | 42e                      | 42e                   | 48e               | 40e                  | 36e                   |
| 2018-2019 | 37e                      | 14e                   | 46e               | 33e                  |                       |

### Championnats du monde junior
| Épreuve / Édition | 2002 | 2003 | 2004 | 2005 |
| Sprint            | 2    | 9e   | 1    | 2    |
| Poursuite         | 6e   | 19e  | 1    | 1    |
| Individuel        | 18e  | 1    | 2    | 40e  |
| Relais            | 8e   | 16e  | 4e   | 2    |

### Championnats du monde de biathlon d'été
- Médaille d'or du sprint, de la poursuite et du relais mixte en 2008.

### Jeux mondiaux militaires d'hiver
| Épreuve / Édition     | Annecy 2013 |
| 10 km sprint masculin | 3e          |
| Sprint par équipes    | 3e          |

### IBU Cup
- 7 podiums, dont 3 victoires.